# Virtueel beeld

Negatieve lens. In dit voorbeeld wordt van een oneindig ver (links) verwijderd voorwerp een virtueel beeld gevormd ter plaatse van het brandpunt F

In de optica wordt onder een virtueel beeld een niet-projecteerbaar beeld verstaan, bijvoorbeeld gevormd door een negatieve lens, of door een positieve lens in het geval dat de voorwerpsafstand kleiner is dan de brandpuntsafstand.

## Breking
Het brandpunt is het punt waar een evenwijdige aan de optische as invallende lichtbundel na breking door de positieve lens samenkomt (convergeert), of het punt waar de lichtbundel na breking door de negatieve lens vandaan lijkt te komen.
De brandpuntsafstand is de afstand tussen het midden van de lens en dit brandpunt.

## Weerkaatsing
Bij weerkaatsing in een spiegel bekomt men een beeld dat achter de spiegel blijkt te liggen. Ook dit beeld kan men niet projecteren en is een virtueel beeld. 